# Imre Németh
Imre Németh (Košice, 23 september 1917 – Boedapest, 18 augustus 1989) was een Hongaarse atleet, die gespecialiseerd was in het kogelslingeren. Hij verbeterde een aantal keer het wereldrecord in deze discipline. Ook nam hij tweemaal deel aan de Olympische Spelen en won hierbij twee medailles.

## Loopbaan
In 1948 boekte Németh de grootste overwinning van zijn sportcarrière. Hij won op de Olympische Spelen van Londen een gouden medaille bij het kogelslingeren. Met een beste poging van 56,07 m versloeg hij de Joegoslaaf Ivan Gubijan (zilver; 54,27) en de Amerikaan Bob Bennett (brons; 53,73). Vier jaar later op de Olympische Spelen van 1952 in Helsinki moest hij op hetzelfde onderdeel genoegen nemen met een bronzen medaille.
In zijn actieve tijd was Imre Németh aangesloten bij Vasas in Boedapest. Hij is de vader van olympisch kampioen speerwerpen Miklós Németh.

## Titels
- Olympisch kampioen kogelslingeren - 1948
- Brits AAA-kampioen kogelslingeren - 1947, 1949
- Hongaars kampioen kogelslingeren - 1942, 1943, 1944, 1945, 1946, 1947, 1948, 1949, 1950, 1951, 1952, 1955

## Persoonlijk record
| Onderdeel      | Prestatie | Jaar |
| -------------- | --------- | ---- |
| kogelslingeren | 60,31 m   | 1952 |

## Wereldrecords
| Afstand | Datum            | Plaats    |
| ------- | ---------------- | --------- |
| 59,02 m | 14 juli 1948     | Tata      |
| 59,57 m | 4 september 1949 | Katowice  |
| 59,88 m | 19 mei 1950      | Boedapest |

## Palmares

### kogelslingeren
- 1946: 4e EK - 50,03 m
- 1947:  Open Britse kamp. - 53,33 m
- 1947:  Officieuze Balkan Games - 57,60 m
- 1948:  OS - 56,07 m (OR)
- 1949:  Open Britse kamp. - 55,61 m
- 1952:  OS - 57,74 m
- 1954: 6e EK - 56,86 m

1900: John Flanagan ·
1904: John Flanagan ·
1908: John Flanagan ·
1912: Matt McGrath ·
1920: Patrick Ryan ·
1924: Fred Tootell ·
1928: Pat O'Callaghan ·
1932: Pat O'Callaghan ·
1936: Karl Hein ·
1948: Imre Németh ·
1952: József Csermák ·
1956: Harold Connolly ·
1960: Vasili Roedenkov ·
1964: Romuald Klim ·
1968: Gyula Zsivótzky ·
1972: Anatoli Bondartsjoek ·
1976: Joeri Sedych ·
1980: Joeri Sedych ·
1984: Juha Tiainen ·
1988: Sergej Litvinov ·
1992: Andrej Abdoevalijev ·
1996: Balázs Kiss ·
2000: Szymon Ziółkowski ·
2004: Koji Murofushi ·
2008: Primož Kozmus ·
2012: Krisztián Pars ·
2016: Dilsjod Nazarov ·
2020: Wojciech Nowicki ·
2024: Ethan Katzberg
- World Athletics: 14556100
- International Standard Name Identifier: 0000 0004 0187 8149
- Virtual International Authority File: 296805158